# MG Cyberster
MG Cyberster – elektryczny samochód sportowy klasy średniej produkowany pod brytyjsko-chińską marką MG od 2024 roku.

## Historia i opis modelu

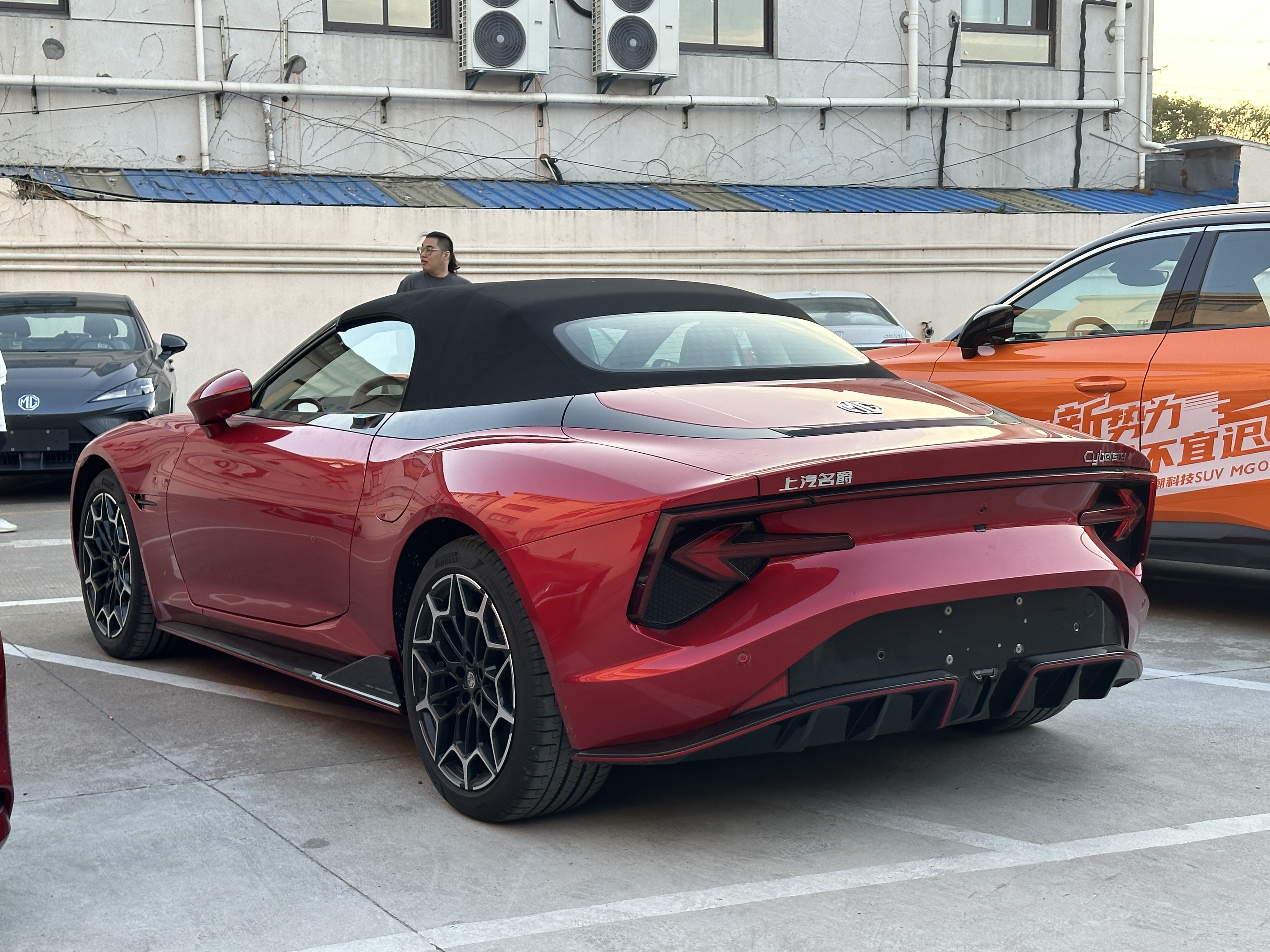
MG Cyberster - tył

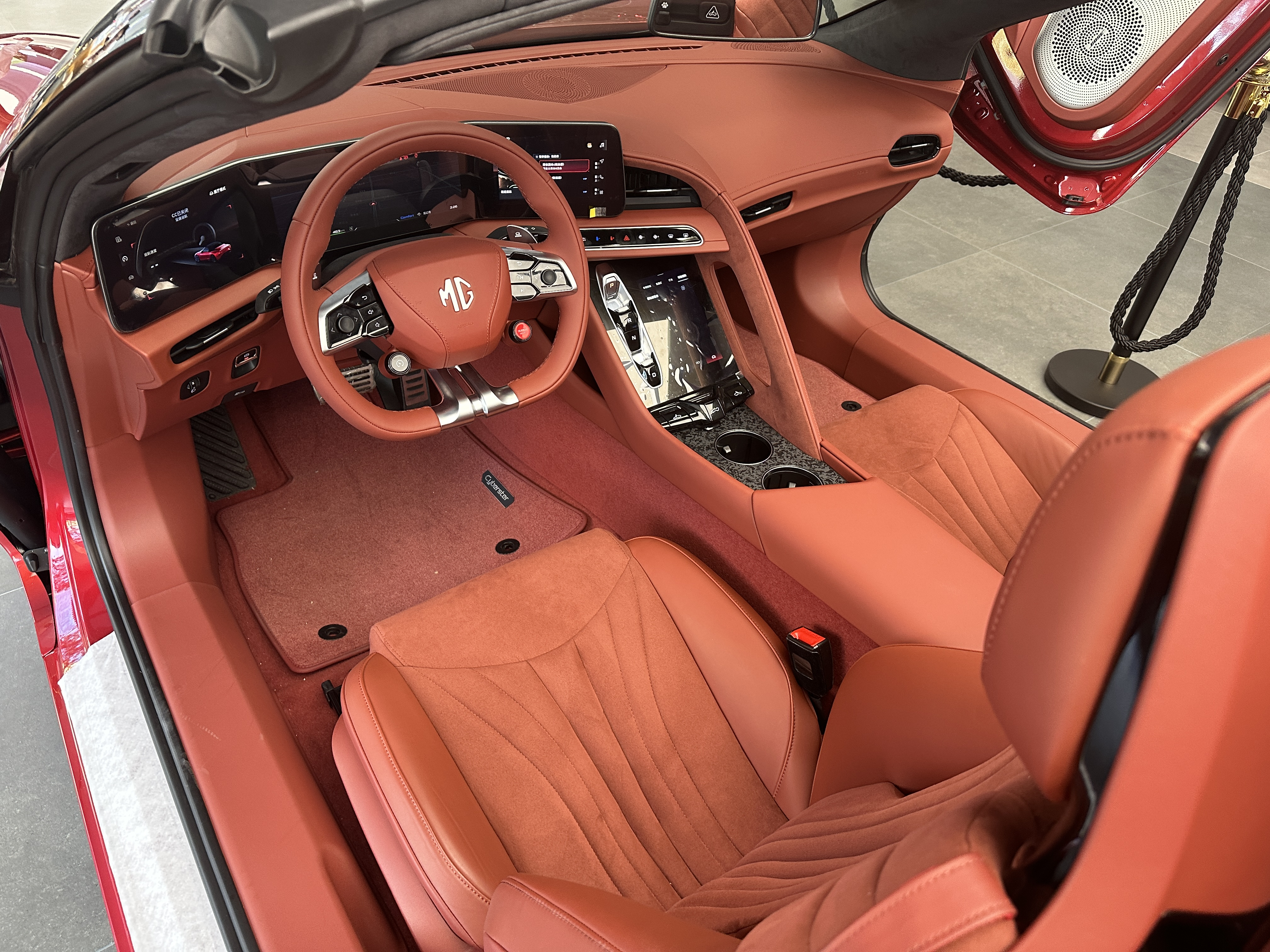
MG Cyberster - kokpit

W kwietniu 2021 podczas Shanghai Auto Show zaprezentowany został prototyp samochodu sportowego o napędzie elektrycznym pod nazwą MG Cyberster Concept mającego przedstawić możliwości konstrukcyjne i projektowe brytyjsko-chińskiej firmy. Już miesiąc po premierze potwierdzono, że studium przeobrazi się w najbliższych miesiącach w samochód produkcyjny, w sierpniu 2022 przedstawiając pierwszą oficjalną zapowiedź. Ostatecznie, seryjne MG Cyberster zadebiutowało w połowie kwietnia 2023, dwa lata po prezentacji zapowiadającego prototypu.
MG Cyberster to pierwszy klasyczny samochód sportowy opracowany od czasu przejęcia brytyjskiej firmy przez chińskie SAIC i zarazem pierwszy model nawiązujący do dziedzictwa dawnego brytyjskiego MG Cars z drugiej połowy XX wieku. Przyjmując postac 2-drzwiowego roadstera z miękkim składanym dachem, konstruktorzy za bezpośredniego poprzednika podają model MG TF z lat 2002–2005. Seryjny Cyberster w obszernym zakresie odtworzył stylistykę protoypu z 2021 roku, wyróżniając się smukłą sylwetką ze szpiczastym przodem z długim zwisem, wnękami na klamki do drzwi uchylanych do góry i ściętym tyłem z nieregularnie ukształtowanymi lampami. Za wygląd elektrycznego roadstera odpowiadał szef działu SAIC Design z Londynu, Carl Gotham.
Projekt kabiny pasażerskiej został w obszernym zakresie upodobniony do prototypu. Konsola środkowa została nachylona ku kierowcy, z dużym uchwytem oddzielającym sferę kierowcy od pasażera. Ponadto producent umożliwił opcjonalne zastąpienie koła kierownicy wolantem. Charakterystycznym rozwiązaniem stało się pokrycie wnętrza jasnoczerwonym tworzywem pokrywającym nie tylko fotele, ale i kokpit oraz kierownicę.

### Sprzedaż
Wdrożenie MG Cyberstera do produkcji możliwe było dzięki sukcesywnej kampanii crowdfundingowej, w której grupa 5 tysięcy zainteresowanych zakupem roadstera wpłaciło depozyty i wyraziła chęć nabycia gotowego samochodu. Producent informował o postępach w procesie konstrukcyjnych i pozostawał w stałej komunikacji ze wspomnianym gronem przyszłych właścicieli pierwszej produkcyjnej puli Cybersterów. Po światowej premierze w kwietniu 2023, MG wyznaczyło połowę 2024 roku na rozpoczęcie masowej produkcji i dostaw pierwszych egzemplarzy zarówno na rynku chińskim, jak i europejskim. Premiera rynkowa Cyberstera jest jednocześnie celebracją 100-lecia marki MG.

### Dane techniczne
MG Cyberster to samochód w pełni elektryczny, który powstał w dwóch wariantach napędowych. Podstawowy wyposażono w silnik o mocy 310 KM przenoszący moc na tylną oś, z kolei topowy z napędem AWD rozwinął moc 550 KM. Sprint od 0 do 100 km/h tej drugiej odmiany ma wynosić ok. 3 sekundy.